# Pilosella occidentalis
Pilosella occidentalis là một loài thực vật có hoa trong họ Cúc. Loài này được (Nyár.) Soják miêu tả khoa học đầu tiên năm 1982.